# Catonia cinerea
Catonia cinerea är en insektsart som beskrevs av Henry Fairfield Osborn 1935. Catonia cinerea ingår i släktet Catonia och familjen vedstritar. Inga underarter finns listade i Catalogue of Life.